# 秋田大学医学部附属病院
秋田大学医学部附属病院（あきただいがくいがくぶふぞくびょういん）は、秋田県秋田市にある病院であり、国立大学法人秋田大学の大学付属病院である。基幹災害拠点病院に指定されている。

## 沿革

### 前史
- 1945年（昭和20年） - 秋田県立女子医学専門学校設置と同時に附属第一医院及び第二医院併設[3]。
- 1947年（昭和22年） - 秋田県立女子医学専門学校廃止。秋田県立病院開設[3]。
- 1954年（昭和29年） - 秋田県立病院、秋田県立中央病院と改称[3]。
- 1970年（昭和45年） - 秋田大学に医学部設置。秋田県立中央病院が代用附属病院となる[3]。

### 秋田大学医学部附属病院
- 1971年（昭和46年） - 秋田県立中央病院が秋田県から日本国へ移管され、秋田大学医学部附属病院発足[3]。
- 1976年（昭和51年） - 秋田市千秋久保田町から同市本道へ移転[4]。
- 2014年（平成26年） - ヘリポートを備えた立体駐車場が完成[5]。

## 診療科

### 過去の診療科構成

#### 1971年（昭和46年）時点
- 内科[3]
- 外科[3]
- 小児科[3]
- 産科婦人科[3]

- 神経科精神科[3]
- 整形外科[3]
- 皮膚泌尿器科[3]
- 眼科[3]

- 耳鼻咽喉科[3]
- 放射線科[3]
- 麻酔科[3]
- 歯科[3]

#### 1981年（昭和56年）時点
- 第一・第二・第三内科[4]
- 第一・第二外科[4]
- 脳神経外科[4]
- 小児科[4]
- 産婦人科[4]

- 精神科[4]
- 整形外科[4]
- 皮膚科[4]
- 泌尿器科[4]
- 眼科[4]

- 耳鼻咽喉科[4]
- 放射線科[4]
- 麻酔科[4]
- 歯科口腔外科[4]

## 部門

### 過去の部門構成
- 中央検査部
- 中央手術部
- 中央放射線部
- 中央材料部
- 集中治療部
- 救急部
- 輸血部
- リハビリテーション部
- 薬剤部

- 病理部
- 中央病歴部
- 医療情報部
- 周産母子センター
- 血液浄化療法部
- 治験管理センター
- 心療センター
- 総合診療部
- 移植検査センター

- 医療機器管理センター
- 相談支援センター
- 看護部
- 遺伝子医療部
- 光学医療診療部
- 腫瘍センター
- 医療安全管理室

## 附属機関
- シミュレーション教育センター
内部に配したシミュレータを使用して手術や出産などの実践訓練を行い、スタッフの医療技術向上を目指すための機関[6]。

## 医療機関の指定・認定
（下表の出典）
| 保険医療機関                                                               | 特定機能病院                                   |
| 労災保険指定医療機関                                                       | 指定自立支援医療機関（更生医療）               |
| 災害拠点病院（基幹）                                                       | 消防法による救急医療（三次救急医療機関）       |
| 高度救命救急センター                                                       | 指定自立支援医療機関（育成医療）               |
| 指定自立支援医療機関（精神通院医療）                                       | 身体障害者福祉法指定医の配置されている医療機関 |
| 精神保健及び精神障害者福祉に関する法律に基づく指定病院又は応急入院指定病院 | 臨床研修病院                                   |
| 精神保健指定医の配置されている医療機関                                     | 生活保護法指定医療機関                         |
| 臨床修練病院等                                                             | 医療保護施設                                   |
| 結核指定医療機関                                                           | がん診療連携拠点病院                           |
| 指定養育医療機関                                                           | エイズ治療拠点病院                             |
| 指定療育機関                                                               | 肝疾患診療連携拠点病院                         |
| 指定小児慢性特定疾病医療機関                                               | 特定疾患治療研究事業委託医療機関               |
| 難病の患者に対する医療等に関する法律に基づく指定医療機関                   | 戦傷病者特別援護法指定医療機関                 |
| 原子爆弾被害者医療指定医療機関                                             | DPC対象病院                                    |
| 原子爆弾被害者一般疾病医療取扱医療機関                                     | 第一種感染症指定医療機関                       |
| 地域周産期母子医療センター                                                 | 不妊専門相談センター                           |
| 公害医療機関                                                               | 母体保護法指定医の配置されている医療機関       |

- このほか、各種法令による指定・認定病院であるとともに、各学会の認定施設でもある。

## 院内施設
- ローソン秋田大学病院店
- スターバックスコーヒー秋田大学病院店
- レストラン「はすの実」
- 秋田銀行広面支店秋田大学医学部附属病院出張所（店舗外ATM）
- 北都銀行本店営業部秋田大学医学部附属病院出張所（店舗外ATM）
- 日本調剤秋田薬局（門内薬局）
- 院内学級
  - 秋田市立広面小学校及び秋田市立城東中学校が院内に特別支援学級を設置している。

## 関連人物
- 大西洋英 - 院長補佐（2010年 - 2012年）[9]

## 交通アクセス
- JR秋田新幹線・JR奥羽本線・JR羽越本線「秋田駅」前ないしは秋田駅東口より秋田中央交通バスで「大学病院前」停留所下車[10]。
- あさひ自動車 秋田市マイタウン・バス東部線木曽石コース及び下北手線で「大学病院前」下車

## 脚註
1. ↑  “院長挨拶”. 2025年7月28日閲覧。
2. ↑  “立体駐車場屋上にヘリポート整備　秋田大付属病院”. 河北新報. (2013年10月23日) 2013年10月23日閲覧。
3. 1 2 3 4 5 6 7 8 9 10 11 12 13 14 15 16 17  “本院のあゆみ”.   秋田大学医学部附属病院. 2012年3月23日閲覧。
4. 1 2 3 4 5 6 7 8 9 10 11 12 13 14 15  秋田魁新報社 編『秋田大百科事典』秋田魁新報社、1981年、p.36頁。ISBN 4-87020-007-4。
5. ↑  “沿革”.   秋田大学医学部附属病院. 2021年1月12日閲覧。
6. ↑  『秋田魁新報』2012年3月15日
7. ↑  “医療機関の指定状況について”.   秋田大学医学部附属病院. 2024年1月12日閲覧。
8. ↑  “災害拠点病院一覧 （平成30年4月1日現在）”.   厚生労働省. 2021年1月12日閲覧。
9. ↑  『厚生労働省関係独立行政法人の長の任命について』（プレスリリース）厚生労働省、2024年3月26日。2024年5月3日閲覧。
10. ↑  “地図（交通案内図）”.   秋田大学医学部附属病院. 2012年3月23日閲覧。